# شاهومیانی
شاهومیانی (گرجی: შაუმიანი), (ارمنی: Շահումյան Šahumyan) یک شهرک در شهرداری مارنئولی است که در منطقه کومو کارتلی در گرجستان واقع شده‌است. این شهرک به افتخار استپان شاهومیان تغییر نام داده شد.

## خصوصیات
شاهومیانی ۳٬۶۳۰ نفر جمعیت دارد.